# Раздольное (Воронежская область)
Раздо́льное — деревня в Терновском районе Воронежской области.
Входит в состав Новотроицкого сельского поселения.

## Население
| 2010 |
| ---- |
| 21   |

## Улицы
- ул. Ленина,
- ул. Мира,
- ул. Набережная,
- ул. Свердлова.